# 熊本タクシー
熊本タクシー（くまもとたくしー）は、熊本県熊本市に本社を置くタクシー・貸切バス事業者である。

## 沿革
- 1928年（昭和3年） - 開業
- 1973年（昭和48年） - 肥後観光バス株式会社を設立
- 1979年（昭和54年） - 熊本タクシー田迎営業所を開設
- 2001年（平成13年）3月29日 - 保険代理店部門を分社化して有限会社アイ・ムーヴ設立
- 2002年（平成14年） - 花岡タクシーの経営権を取得
- 2004年（平成16年） - 肥後観光バス株式会社を吸収合併
- 2011年（平成23年） - 花岡タクシーを熊本タクシーに統合、島崎タクシーの事業を継承
- 2013年（平成25年） - 有限会社新生交通の営業権を継承、日産タクシー株式会社の営業権を継承
- 2015年（平成27年） - 有限会社誉タクシーの営業権を継承
  - 5月 - 認可外保育施設しんまち保育園経営開始（アイ・ムーヴが運営）
- 2016年（平成28年）5月20日 - 有限会社熊本東峯（トーホータクシー）の経営権を継承
- 2017年（平成29年） - 本社機能を中央区中央街の現在地へ移転
- 2018年（平成30年）9月 - 「柿原養鱒場」の営業を引き継ぎ「～くまもと水の迎賓館～ お手水の森」に改称[1]

## 営業所
- 本店
  - 熊本県熊本市中央区船場町下1-31
- 本社
  - 熊本市中央区中央街4-28 クマタクビル3F
- 田迎営業所
  - 熊本県熊本市南区幸田1-4-20
- 肥後観光バス御船営業所
  - 熊本県上益城郡御船町小坂2589
- 北熊本（トーホータクシー）営業所
  - 熊本市北区四方寄町131-8

## 車両
タクシー車両はトヨタ車の比率が高く、ハイクラスカーとしてはグランエースやアルファード、ジャンボタクシーとしてハイエース、普通車は2017年10月より導入のトヨタ・ジャパンタクシーをはじめ、従来車種のクラウンセダンやコンフォート、電気＋ガソリン＋LPGガスのトリプルハイブリッド仕様のプリウスやプリウスアルファなどである。この他に、車椅子用リフトを装備したワゴン車「クマタクふれあい号」、車椅子用スロープ装備のキューブなどの普通車「クマタクまごころ号」、同じくスロープ装備の軽自動車「クマタクさわやか号」が在籍している。
観光バス部門では三菱ふそう・エアロクイーンや日野・セレガなどが在籍しており、全車にくまモンのステッカーが貼られているのが特徴である。

### 塗色
タクシー車両では、ジャパンタクシーを含めてアイスランドグリーン一色に会社ロゴの塗装が基本だが、黒一色や白一色に会社ロゴといった塗装も存在する。
また、人気ゲーム「戦国無双シリーズ」に登場する同地ゆかりのキャラクター（加藤清正・ガラシャ）が描かれたタクシーも各一台在籍しており、戦国無双タクシーの名称で呼ばれている。こちらの塗装は2012年6月から2013年6月までの期間限定となっていたが、2014年2月に新デザインが登場し引き続き運行されている。

## サービス
2013年2月より「熊タク陣痛タクシー」サービスを開始。事前に電話番号・住所・出産予定の病院などを同社に登録しておくことによって、陣痛発生時に簡単にタクシーを手配できるというものである。
2018年11月現在、約9600人が登録し、約700件の利用があった。

## Twitter
公式twitterアカウントを管理する担当者のツイート内容が、時事ネタやサブカルチャー系の話題（アニメ・ゲームなど）をからめた企業公式らしからぬ内容だとインターネット上で話題となっており、そのツイート内容がまとめられたサイトも存在する。
2018年には、twitter企業公式中の人総選挙2018で優勝した。
熊本在住の漫画家鹿子木灯と交流があり、2019年の熊タクカレンダーでは鹿子木灯の描き下ろしイラスト入り、2020年は全ての月に「今日どこさん行くと？」のキャラクターが描かれたコラボカレンダーとなった。
前述の戦国無双タクシーもtwitter上のつぶやきが発端となって生まれたものである。